# اوره (نطنز)
اوره (نطنز)، در بخش مرکزی شهرستان نطنز در استان اصفهان ایران است.از برجسته‌ترین امتیازات این روستا،آب و هوای لطیف و پاک آن است.این لطافت در اکثر مناطق آن به خصوص در منطقه کوهستانی که با پوششی از سبزه زاران و چشمه سار‌ها و بیشه‌ها احاطه شده بیشتر به چشم می‌خورد.کوه کرکس که از جمله کوه‌های مرکزی ایران است،با ارتفاع ۳۸۹۵ متر در کنار آن قرار دارد.
این روستا دارای دو زیارتگاه به نام امامزاده سلطان گروه آباد و امامزادگان چهاربزرگوار می باشد.
هم اکنون اعضای شورای اسلامی روستای اوره در دوره ششم، آقایان حسن احمدی کیا،هوشنگ معالجی و حمیدرضا رضایی نیا و دهیار روستای اوره آقای سید امیرحسین امامی رئوف  می باشد.

## جمعیت
این روستا در دهستان کرکس قرار دارد و براساس سرشماری مرکز آمار ایران در سال ۱۳۸۵، جمعیت آن ۲۵۱ نفر (۱۰۳خانوار) بوده‌است. جمعیت این روستا بر اساس سرشماری مرکز آمار ایران در سال 1395، 374 نفر (123 خانوار) بوده است.

## مزارع
روستای اوره از مزارع گسترده متعددی تشکیل شده است که همگی در زمره مزارع تابع محسوب می شوند. مزارع اصلی و مهم این روستا عبارتند از: 
مزرعه چالکاشی،
مزرعه مُعِزآباد
مزرعه باتُقُلَر
مزرعه بیشه
مزرعه احمد آباد یا چشمه تازه
مزرعه چشمه نو
مزرعه سورُن
مزرعه مارِسار
مزرعه فتوح آباد
مزرعه گندم آباد
مزرعه لادِز 
مزرعه میدان
مزرعه باغ کوچه
مزرعه باغ بالا
مزرعه زیر دشت
و ...